# Dōhai
Dōhai (jap. 同輩 dosł. „równy wiekiem, stopniem, stażem”) – japoński zwrot grzecznościowy używany wobec osób równych stażem, wiekiem itp. Obecnie występuje rzadko. 
Zwrot używany także w japońskich sztukach walki w odniesieniu do osoby, która jest równa pod względem stopnia szkoleniowego. Ktoś, kto jest dōhai dla jednej osoby, może być jednocześnie „kōhai” (tzn. młodszy, niższy stopniem), lub „senpai” (tzn. starszy, wyższy stopniem) dla drugiej.